# Medalha Herschel
A Medalha Herschel é concedida pela Royal Astronomical Society, laureando trabalhos de destaque na área de astrofísica observacional.

## Laureados[1]
- 1974 John Paul Wild
- 1977 Arno Allan Penzias e Robert Woodrow Wilson
- 1980 Gérard de Vaucouleurs
- 1983 William Wilson Morgan
- 1986 Albert Boggess e Robert Wilson
- 1989 Jocelyn Bell Burnell
- 1992 Andrew Lyne
- 1995 George Isaak
- 1998 Gerald Neugebauer
- 2001 Patrick Thaddeus
- 2004 Keith Horne
- 2006 Govind Swarup
- 2008 Max Pettini
- 2010 James Hough
- 2012 Mike Irwin
- 2013 Michael Kramer
- 2014 Reinhard Genzel
- 2015 Stephen Eales[2]
- 2016 James Scott Dunlop
- 2017 Simon Lilly
- 2018 Tom Marsh
- 2019 Nial Tanvir
- 2020 Rob Fender
- 2021 Stephen Smartt
- 2022 Catherin Heymans